# Otrava Sergeje a Julije Skripalových

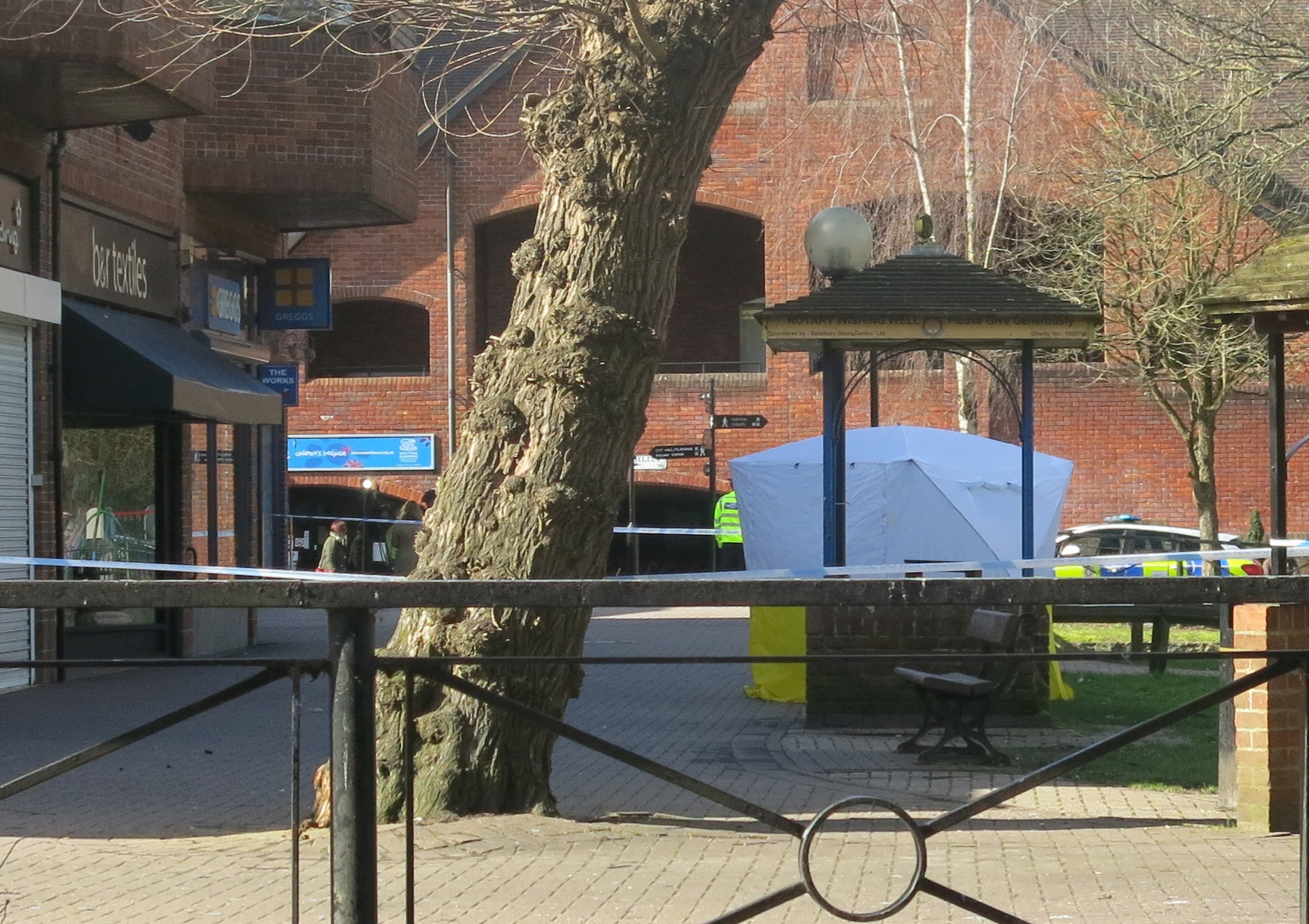
Stan zakrývající lavičku, na které byli Skripal a jeho dcera nalezeni v bezvědomí

Otrava Sergeje a Julije Skripalových se udála počátkem března 2018, kdy bývalý dvojitý agent Sergej Skripal, pocházející z Ruska, a jeho dcera, ruská občanka Julija Skripalová, byli 4. března nalezeni v bezvědomí na veřejné lavičce v anglickém městě Salisbury. Podle britského vyšetřování byli otráveni bojovou nervově paralytickou látkou ze skupiny Novičok (A-234), což potvrdilo i vyšetřování expertního týmu Organizace pro zákaz chemických zbraní.
Během vyšetřování byl částečně otráven i policista Nick Bailey, který prohledával dům Sergeje Skripala. Všichni tři byli hospitalizováni. Policista byl z nemocnice propuštěn 22. března, Julija Skripalová byla z nemocnice propuštěna 9. dubna, když byla 20 dní v bezvědomí. Sergej Skripal byl z nemocnice propuštěn 18. května, v bezvědomí byl měsíc.
Odpovědnost za útok přisoudily britské úřady Rusku, a proto ze země vyhostily 23 ruských diplomatů. Většina evropských zemí (včetně České republiky), USA, Kanada a Austrálie následně vyhostily celkem více než 100 ruských diplomatů.
30. června byli v anglickém městě Amesbury, 10 km od Salisbury, bojovou nervově paralytickou látkou otráven britský pár Charlie Rowley a Dawn Sturgess. Posledně jmenovaná následkem otravy zemřela 8. července, Rowley otravu přežil a byl 22. července propuštěn z nemocnice. Podle vyšetřování britské policie nešlo o záměrný útok, ale o nedbalost při likvidaci látky použité při útoku v Salisbury. Vyšetřování expertního týmu Organizace pro zákaz chemických zbraní potvrdilo, že šlo o stejnou látku, která byla použita v Salisbury.
5. září britští vyšetřovatelé označili za podezřelé z vraždy dva občany Ruské federace. Konkrétně jde o Alexandra Petrova a Ruslana Boširova. Velká Británie vydala na obě osoby evropský zatykač. Britská premiérka Teresa Mayová prohlásila, že britská vláda je na základě informací od tajných služeb přesvědčena, že tito podezřelí byli agenty ruské tajné služby GRU.

## Popis události

### Událost a dění bezprostředně poté
Dne 3. března 2018 odpoledne přiletěla Julija Skripalová z Ruska na Letiště London Heathrow. Dne 4. března odpoledne byli Sergej a Julija viděni v Salisbury v hospodě a následně obědvali v restauraci, kterou opustili v 15:35. V 16:15 byli nalezeni v bezvědomí na veřejné lavičce procházejícím lékařem a sestřičkou. Byli převezeni do okresní nemocnice v Salisbury, kde personál konstatoval, že byli oba „otráveni nervovým jedem“. Z preventivních důvodů zkontrolovaly zdravotní úřady následně výskyt symptomů u 21 členů záchranného systému a široké veřejnosti, tři policisté byli hospitalizováni a jeden další, detektiv Nick Bailey, byl ve vážném stavu. 
Podle prohlášení nemocnice v Salisbury, ve které byly oběti útoku hospitalizovány, byli dne 11. března 2018 jak Skripal, tak jeho dcera v kritickém stavu a detektiv Bailey ve vážném, leč stabilním stavu.
Dne 6. března schválila britská služba pro boj proti terorismu (National Counter Terrorism Policing Network, NCTPN), že případ bude vyšetřovat protiteroristická speciální jednotka Counter Terrorism Command (CTC) namísto policie hrabství Wiltshire. Britské tajné služby zaznamenaly těsně před a po atentátu na Skripalovy neobvyklou aktivitu kolem Ruské ambasády v č. 13, Kensington Palace Gardens. Uvádějí že se jednalo o "horečné příchody a odchody".

### Zdravotní stav Skripalových a propuštění z nemocnice
Podle zprávy z 29. března 2018 se Julija Skripalová již nenacházela v kritickém stavu ohrožení života a její zdravotní stav se rychle zlepšoval, zatímco její otec byl nadále v kritickém stavu. Dne 5. dubna 2018 uveřejnila anglická Metropolitan Police ve jménu Julije Skripalové prohlášení, ve kterém pravila, že již více než týden není v kómatu a získává na síle každým dnem. Obrátila se na veřejnost s touto prosbou: „Jsem si jista, že chápete, že celá tato epizoda je poněkud matoucí, a doufám, že budete respektovat soukromí moje a mé rodiny během mé rekonvalescence.“
Jak vyplývalo ze zprávy nemocnice v Salisbury ke dni 6. dubna, kterou uvedla agentura Reuters, dařilo se také Sergeji Skripalovi podstatně lépe a nebyl už v kritickém stavu. Otravu však nepřežily jeho kočka a dvě morčata. Specialisté na chemické zbraně, kteří se do Skripalova domu dostali krátce po útoku ze 4. března, nalezli jeho domácí zvířata ve velmi špatném stavu. Nemocná kočka byla posléze převezena do výzkumné laboratoře britského ministerstva obrany v Porton Downu, kde ji experti podrobili testům. Poté vyšetřovatelé kočku utratili a její tělo spálili. Stejný osud potkal také dvě Skripalova morčata.
Oba Skripalovi byli posléze z nemocnice propuštěni, Julia Skripalová 10. dubna a Sergej Skripal 18. května 2018. Detaily jejich zdravotního stavu ani místa jejich pobytu nebyly sděleny.
Julia Skripalová se poprvé po propuštění z nemocnice objevila v médiích 23. května 2018, kdy, s viditelnou jizvou pravděpodobně po tracheostomii, v prohlášení natočeném zpravodajskou stanicí Reuters na neupřesněné lokalitě v Británii vyjádřila poděkování za léčbu a podporu, vyjádřila přání vrátit se do Ruska až někdy v budoucnu a odmítla pomoc nabízenou ruskou ambasádou.

### Česká a bulharská stopa
Ruské tajné služby sledovaly Sergeje Skripala dlouhodobě. Stejní agenti ruské GRU, Alexandr Miškin a Anatolij Čepiga, pod shodnou falešnou identitou jako v Salisbury (Alexander Petrov, Ruslan Boširov) přicestovali do České republiky krátce před návštěvou Sergeje Skripala v Praze v říjnu 2014. Skripal se zde setkal s českými důstojníky zpravodajských služeb, jimž pomáhal s odhalováním údajných ruských špionů.
Prahu navštívil také třetí Rus, vystupující pod falešným jménem Sergej Fedotov, a to v lednu až únoru 2014 spolu s Alexandrem Miškinem (Alexanderem Petrovem), zřejmě za účelem přípravy říjnové cesty. Týž Fedotov navštívil nejméně třikrát Londýn – v březnu 2016, březnu 2017 a březnu 2018. Zajímavá je jeho poslední cesta. Přiletěl do Londýna 2. března, tedy stejný den jako Petrov (Miškin) a Boširov (Čepiga), ale jiným spojem SU 2580 Aeroflot, který odlétal z Moskvy v 7 hod. Je možné, že právě on přivezl do Británie Novičok. Bellingcat spolu Respektem a ruským webem The Insider identifikovali tohoto agenta jako vysoce postaveného důstojníka GRU s pravým jménem Denis Vjačeslavovič Sergejev. Měl odletět spolu s nimi 4. března, v den atentátu na Skripalovy, ale nakonec odcestoval týž den pozdějším letem z Říma. Fedotov má pas vydaný na stejném místě jako dva agenti známí ze Salisbury, na Ústředí hlavního ředitelství generálního štábu ruského Ministerstva obrany, a jeho číslo se liší pouze na posledním místě. Pas ze stejné série měl rovněž jiný agent GRU Eduard Šišmakov, obviněný z podílu na neúspěšném pokusu o puč v Černé Hoře.
Podle Bellingcat je třetí z agentů GRU, cestující pod jménem Sergey Vjačeslavovič Fedotov, spojen s podobnou záhadnou otravou z 28. dubna 2015 v Bulharsku. Tehdy byli na recepci v Sofii otráveni zbrojař a obchodník s vojenským materiálem Emilian Gebrev, jeho syn a jeden člověk z vedení firmy. Gebrev upadl do kómatu, ale po měsíční hospitalizaci se jeho stav zlepšil a byl propuštěn domů. Fedotov přiletěl 24. dubna do Burgasu a přesunul se odtud do Sofie, odkud měl zpáteční letenku do Moskvy na 30. dubna. Tu ale nevyužil a v den atentátu 28. dubna večer odletěl do Moskvy z Istanbulu. Emilian Gebrev onemocněl znovu po propuštění z nemocnice koncem května 2015, kdy Fedotov opět pobýval v Sofii. Sergej Fedotov přiletěl z Moskvy do Sofie 24. května 2015 a zamluvil si zpáteční let na 28. května, ale k odletu se nedostavil a nakonec odletěl 30. května ze sousedního Srbska. Gebrev uvedl jako možný důvod pokusu ho zavraždit jednak strategický význam jeho zbrojařské firmy, vyrábějící zbraně pro alianci NATO, jednak dodávku obranných systémů na Ukrajinu. Bulharsko znovu otevřelo vyšetřování tohoto případu v říjnu 2018, když vzniklo podezření, že také Gebrev byl otráven Novičokem.

### Obvinění Ruska a jeho obhajoba
Dne 12. března 2018 prohlásila premiérka Theresa Mayová, že došlo k otravě nervovým jedem Novičok, který byl vyvíjen v Rusku, a vyžádala si okamžité vysvětlení od ruské vlády („do zítřejšího večera“) a požadovala okamžité kompletní odhalení programu vývoje Novičoku vůči Organizaci pro zákaz chemických zbraní (OPCW).
Ruský ministr zahraničí Sergej Lavrov odmítl obvinění, že za otravou Skripala stojí Rusko. Prohlásil ale, že Rusko je ochotno spolupracovat při vyšetřování, a požádal britskou vládu o vzorek oné látky, kterou byl Skripal otráven, tato žádost ale byla dle jeho slov britskou vládou zamítnuta.
V sobotu 17. března 2018 mluvčí ministerstva zahraničí Ruské federace Marija Zacharovová popřela, že by Sovětský svaz nebo Rusko vyvinulo jed s daným názvem, a ve vysílání stanice Rossija 24 za možný zdroj chemikálie naopak označila Česko, Slovensko, Švédsko anebo Velkou Británii. Uvedla, že tyto země jsou schopny takovou látku vyrobit. Toto tvrzení bylo představiteli české strany označeno za „nedoložené“, „absurdní“ a za „pokus manipulovat informace ve veřejném prostoru“. Odmítli je i zástupci dalších obviněných zemí, z nichž někteří naopak požadují, aby Rusko odpovědělo na otázky britské vlády o vysvětlení incidentu. Ruští představitelé 21. března uvedli, že žádnou zemi z otravy neobviňují a pouze poukázali na chemicko-technologický potenciál těchto zemí.
Britský ministr zahraničních věcí Boris Johnson označil 20. března 2018 v interview pro stanici Deutsche Welle postoj představitelů Ruska ke kauze za „vzrůstající měrou bizarní“ (increasingly bizarre). Předseda opoziční Labouristické strany Jeremy Corbyn naopak prohlásil, že by se mělo počkat na výsledky vyšetřování, a připomněl nepravdivé tvrzení o zbraních hromadného ničení v Iráku, které posloužily jako záminka k invazi do Iráku v roce 2003.
Generální ředitel OPCW, bývalý turecký diplomat Ahmet Üzümcü, prohlásil 20. března 2018, že bude trvat dva až tři týdny, než bude dokončena analýza látky, kterou byl Skripal otráven. Na žádost Ruska se OPCW, která má sídlo v nizozemském Haagu, zabývala touto záležitostí na neveřejném zasedání své exekutivní rady dne 4. dubna. Zde nedošlo k žádnému závěru ohledně původce otravy Skripalových, avšak rada poměrem 35 : 6 zamítla ruskou žádost, aby Spojené království povolilo účast ruských expertů na svém vyšetřování případu. Rusko poté požádalo o svolání mimořádného zasedání Rady bezpečnosti OSN na den 5. dubna. Při tomto zasedání došlo k bouřlivé debatě, zejména mezi ruským stálým zástupcem Vasilijem Nebenzjou a britskou diplomatkou Karen Pierceovou. Ruský zástupce odmítl obvinění jeho země z chemického útoku na otce a dceru Skripalovy a sám obvinil Spojené království ze „špinavé hry“. Zástupkyně Spojeného království trvala na obvinění Ruska v plném rozsahu. Nebenzja dále řekl na adresu svých britských kolegů v Radě bezpečnosti: „Vy toho ještě budete litovat.“
Britská státní laboratoř Defence Science and Technology Laboratory (DSTL) v Porton Downu (nedaleko Salisbury) zkoumala podstatu a původ nervového jedu, kterým byli Skripal a jeho dcera otráveni. Vedoucí této laboratoře Gary Aitkenhead prohlásil 3. dubna 2018, že použitý nervový jed je skutečně ze skupiny Novičok, který podle něj může vyrobit pouze státní zařízení, avšak vědci jeho laboratoře nebyli schopni dokázat, odkud jed pocházel, tedy ani že by pocházel z Ruska. Aitkenhead neodpověděl na dotaz, zda laboratoř v Porton Down sama měla nějaké množství novičoku nebo jej doposud má. Rozhodně popřel hypotézu, že by jed použitý při otravě Skripalových pocházel z laboratoře, kterou on vede.
Již 20. března se novinářka Žanna Němcovová v rozhovoru pro německou rozhlasovou stanici Deutsche Welle zeptala britského ministra zahraničí Borise Johnsona, proč si myslí, že za útokem stojí Rusko. Johnson odpověděl, že mu britští vědci v Porton Downu osobně sdělili, že jsou si zcela jisti, že je odpovědné Rusko. Poté, co 3. dubna ředitel laboratoře v Porton Downu Gary Aitkenhead prohlásil, že nelze zjistit, ze které země použitý nervový jed pochází, čelil Johnson kritice v některých britských médiích a ze strany politické opozice. Poslanec Labouristické strany Chris Williamson reagoval slovy, že Johnson „lhal, aby ospravedlnil zahraniční politiku naší země."
Podle tiskových zpráv ze dne 7. resp. 8. dubna 2018 uvažovaly britské úřady o tom, že by Sergeji a Juliji Skripalovým nabídly nové identity, ochranu jako svědci a přestěhování do USA s pomocí CIA. O jejich budoucnosti již byly vedeny rozhovory mezi zástupci britské tajné služby MI6 a CIA. Podle těchto zpráv odmítá Julija Skripalová kontakt s ruskými konzulárními úředníky. Jako nové útočiště Skripalových přicházely v úvahu také tři další země společenství Five Eyes, které kromě Velké Británie a USA zahrnuje Kanadu, Austrálii a Nový Zéland. Londýn tak chce „ochránit Skripala před dalším útokem“. Deník Daily Mirror sdělil, že by Juliji Skripalové mohl být alternativně poskytnut politický azyl ve Velké Británii, poté co opustí nemocnici.

### Obvinění konkrétních osob
Dne 5. září 2018 britští vyšetřovatelé obvinili z útoku na rodinu Skripalových dva občany Ruské federace. Konkrétně jde o Alexandra Petrova a Ruslana Boširova. Velká Británie vydala na osoby evropský zatykač. Britští vyšetřovatelé tvrdí, že mají přesně zmapovaný pohyb těchto osob od příletu do Velké Británie až po jejich odlet. Tvrdí, že vědí přesně, kdy do ruští občané do Salisbury přijeli a otrávili rodinu. Britská policie našla stopy novičoku v hotelu, kde Rusové bydleli. Britská premiérka Tereza Mayová opět obvinila z útoku Rusko a tvrdí, že Alexandr Petrov a Ruslan Boširov byli agenty ruské tajné služby GRU.
Podle britského listu Daily Telegraph, s odvoláním na investigativní skupinu Bellingcat a televize Sky News se za falešnou identitou Ruslana Boširova skrývá plukovník ruské vojenské rozvědky GRU Anatolij Vladimirovič Čepiga, kterého roku 2014 vyznamenal ruský prezident Vladimir Putin za zásluhy v bojích v Čečensku a na Ukrajině. Čepiga je 17 let příslušníkem elitní speciální jednotky specnaz, která spadá pod velení vojenské rozvědky GRU. Putin zpočátku tvrdil, že Ruslan Boširov je běžný civilista. Britské úřady údajné odhalení zatím nekomentovaly.

## Reakce

### Prohlášení Miloše Zemana
Prezident Miloš Zeman po obvinění Česka z toho, že novičok mohl být v Česku vyráběn, pověřil Bezpečnostní informační službu (BIS), aby zjistila, zda se tato informace zakládá na pravdě nebo je falešná. BIS i Vojenské zpravodajství dle jeho slov zjistily, že v listopadu roku 2017 byl ve Vojenském výzkumném ústavu v Brně testován paralytický jed A230, látka ze skupiny novičok. Výsledek zkoumání provedeného BIS údajně byl, že jed A230 byl skutečně v Brně zkoušen, ale pouze v malém množství a po testování byl zničen. Podle Zemana tato zpráva není přísně tajná, tajná ani důvěrná, lze z ní tedy prý s opatrností citovat. Dle Aktuálně.cz však BIS potvrdila, že zpráva utajená je, v režimu vyhrazené.) Na tomto základě prezident Zeman podal domácí a zahraniční veřejnosti informaci, že byl v Česku novičok vyroben. Nicméně látka, kterou byl otráven Sergej Skripal, je jed A234, který je od jedu A230 odlišný.
Na informaci podanou prezidentem Zemanem reagovala mluvčí ruského ministerstva zahraničí Marija Zacharovová konstatováním, že „(…) žvást vlády Theresy Mayové o tom, že novičok se vyráběl pouze v Rusku, vyvrátil prezident Česka, který potvrdil, že jeho země vyrobila tuto otravnou látku“. Podle mluvčího prezidenta Putina Dmitrije Peskova slova Miloše Zemana ilustrují neudržitelnost stanoviska Velké Británie, že Skripal byl otráven Ruskem.
31. května 2018 zveřejnil Pražský hrad část zprávy zpravodajských služeb. Zde se píše, že v roce 2017 bylo mikrosyntézou vyrobeno několik miligramů směsi, která obsahovala látku A-230, označovanou jako novičok a po testování byl vzorek zničen. Hrad považuje i syntézu za výrobu, jelikož i v Úmluvě o zákazu vývoje, výroby a použití chemických zbraní pojem výroba zahrnuje i syntézu chemických látek.

### Komentáře některých českých odborníků
Odborník na zbraně hromadného ničení a pracovník Státního úřadu pro jadernou bezpečnost Ladislav Středa koncem května uvedl, že se ve VVÚ v listopadu 2017 vyrobilo a testovalo malé množství látky A-230. Podle jeho odhadu by pro testování mělo být potřebné množství do 100 gramů, rozhodně není postačující pouhé mikromnožství. Uvedl také, že neodpovídá skutečnosti britské tvrzení, že novičok mohlo v Salisbury použít jen Rusko. Podle pracovníka sekretariátu mezinárodní Organizace pro zákaz chemických zbraní (OPCW) se s novičokem experimentovalo „zcela určitě v USA, jistě i v některých evropských zemích a možná ve státech v Asii“. Podle zprávy OPCW byla použita látka ze skupiny novičoků, ale utajený vzorec této látky nebyl uveřejněn. Podle Středy by byli při použití jedu A234 otec a dcera Skripalovi otráveni smrtelně, a Středa dodal, že „řada odborníků“ o jeho použití proti Skripalovým pochybuje. Podle jeho sdělení soudí ruský vědec Leonid Rink, že otrava Skripalových, jak byla popsána v médiích, mohla ve skutečnosti nastat působením fentanylu. Podle jiných odborníků, např. Vladimira Ugleva, který na vývoji novičoků pracoval, mohli Skripalovi útok přežít díky nízké dávce jedu. Také bezpečnostní analytik a bývalý náčelník Vojenské zpravodajské služby Andor Šándor nevěří britské verzi.

### Vyhoštění ruských diplomatů

Rusko
Země, které vyhostily ruské diplomaty
Země, které odvolaly své diplomaty z Moskvy
Další diplomatické reakce

V reakci na událost se rozhodlo – kromě Spojeného království – dalších 17 členských zemí Evropské unie (EU), a to Německo, Francie, Polsko, Česko, Itálie, Španělsko, Nizozemsko, Dánsko, Švédsko, Finsko, Litva, Lotyšsko, Estonsko, Chorvatsko, Rumunsko a Maďarsko, vyhostit ruské diplomaty. Obdobné kroky podnikly také USA, Kanada, Ukrajina, Norsko a Albánie. Vlády těchto států podezírají z otravy Skripala a jeho dcery Rusko. O tomto postupu rozhodl i předseda vlády České republiky Andrej Babiš. Česká republika se tím přidala k ostatním členským státům EU, které tak učinily, a vyhostila tři ruské diplomaty. Spojené státy se krátce poté rozhodly vyhostit 60 ruských diplomatů a uzavřou ruský konzulát ve městě Seattle. Také NATO vyhostilo sedm členů ruské mise v Bruselu a zamítlo tři žádosti na akreditaci diplomatů. Zredukovalo tak maximální počet členů mise na 20. Z členských zemí EU nevyhostily žádné ruské diplomaty Belgie, Bulharsko, Kypr, Lucembursko, Malta, Portugalsko, Rakousko, Řecko, Slovensko a Slovinsko.

#### Počet vyhoštěných ruských diplomatů z jednotlivých zemí
- Spojené státy americké – 60
- Ukrajina – 13
- Kanada – 4
- Moldávie – 3
- Albánie – 2
- Austrálie – 2
- Makedonie – 1
- Norsko – 1

- Evropská unie:
  - Francie – 4
  - Německo – 4
  - Polsko – 4
  - Česko – 3
  - Litva – 3 + prohlásí 44 Rusů za nežádoucí osoby
  - Dánsko – 2
  - Itálie – 2
  - Nizozemsko – 2
  - Španělsko – 2
  - Estonsko – 1
  - Finsko – 1
  - Chorvatsko – 1
  - Irsko – 1
  - Lotyšsko – 1
  - Maďarsko – 1
  - Rumunsko – 1
  - Švédsko – 1
  - Spojené království – už 14. března oznámilo, že vyhostí 23 ruských diplomatů

#### Reakce Ruska na vyhoštění jeho diplomatů
Ruské ministerstvo zahraničních věcí na tento krok zareagovalo po několika dnech recipročně, tj. vyhostilo stejný počet diplomatů z každé země, která poslala domů ruské diplomaty. Po Velké Británii navíc vyžaduje, aby do měsíce zmenšila svůj diplomatický sbor v Moskvě na stejnou velikost jakou má ruské velvyslanectví v Londýně, tedy o dalších 50 zaměstnanců. Samo Rusko má přitom v řadě zemí (jako Litva nebo Česko) podstatně více diplomatů než tyto země v Rusku. Dne 29. března 2018 vyhostilo Rusko 60 diplomatů Spojených států a nařídilo uzavření amerického generálního konzulátu v Petrohradu.

### Obvinění Velké Británie a dalších zemí Ruskem
Po obvinění ruské vlády britskou vládou bylo jednou z prvních reakcí ruské diplomacie obvinění samotné Velké Británie a dále Česka, Slovenska a Švédska jako možných zdrojů nervového jedu. Následující den následovalo vyhoštění diplomatů 16 zemí EU. Z přímo obviněných zemí pouze slovenská vláda nevyhostila žádné ruské diplomaty a vyzvala ke zklidnění situace. 21. března představitelé Ruska prohlásili, že žádnou zemi neobviňují, ale pouze poukazují na chemicko-technologický potenciál některých zemí.
Německý chemik a toxikolog Ralf Trapp v rozhovoru pro Deutsche Presse Agentur prohlásil, že Novičok jsou schopné vyrobit i některé státní laboratoře mimo Rusko, které pracovaly na ochraně před touto látkou, a uvedl, že „Publikováno to bylo například z bývalého Československa a z Íránu."